# ワーキングタイトル
ワーキングタイトル（Working title）は、プロダクションタイトルや仮タイトルと呼ばれることもある、製品やプロジェクトの開発中に使用される仮のタイトルで、通常、映画製作、テレビ番組制作、ビデオゲーム開発、小説や音楽アルバムの制作などで使用される。

## 目的
1つ目は、正式なタイトルが決定していないため、純粋に識別のためにワーキングタイトルを使用する場合、2つ目は、プロジェクトの本質を意図的に隠すための策略である。
前者の例としては、『Die Hard: New York』というタイトルで撮影された映画『Die Hard with a Vengeance（ダイ・ハード3）』や、ジェームズ・ボンド映画では、正式なタイトルが発表されるまでは『Bond 22』などの数字のタイトルで制作されることが多い。
顕著な例として、ディズニーの『The Emperor's New Groove（ラマになった王様）』がある。この作品のワーキングタイトルは『Kingdom of the Sun（太陽の王国）』で、別のプロットが用意されている。
後者の例としては、『Ebb Tide』のタイトルで制作された『Jurassic World（ジュラシック・ワールド）』、『Blue Harvest』のタイトルで制作された『Return of the Jedi（ジェダイの帰還）』、『Corporate Headquarters』のタイトルで制作された2009年の『Star Trek（スター・トレック）』、バットマン映画『Batman Returns（バットマン リターンズ）』、『Batman Forever（バットマン フォーエヴァ―）』、『Batman Begins（バットマン ビギンズ）』、『The Dark Knight（ダークナイト）』、『The Dark Knight Rises（ダークナイト ライジング）』は、それぞれ『Blinko』、『Dictel』、『The Intimidation Game』、『Rory's First Kiss』、『Magnus Rex』のタイトルで製作された。
場合によっては、ワーキングタイトルが最終的に正式なタイトルとして使用されることもある。例えば、映画『Cloverfield（クローバーフィールド/HAKAISHA）』、『Project X（プロジェクトX）』（2012年）、『High School Musical（ハイスクール・ミュージカル）』、『Snakes on a Plane（スネーク・フライト）』、テレビ番組『The Mindy Project』、『The Cleveland Show』、ビデオゲーム「Quake II」、「Spore」、『Silent Hill: Origins（サイレントヒル ゼロ）』、『Epic Mickey（ディズニー エピックミッキー 〜ミッキーマウスと魔法の筆〜）』などがある。

## タイトル策略
タイトル策略（title ruse）とは、話題の映画やテレビシリーズに偽のワーキングタイトルをつけて制作を秘密にし、サプライヤーによる価格の高騰やカジュアルな盗難、好ましくない注目を避けるために行われる手法である。業者からの発注書、屋外看板、ビデオカセット、DVDのラベルなどに映画のカバータイトルが使われる。製作の詳細を隠すために使われた策略的なタイトルの有名な例としては、『Blue Harvest』（ジェダイの帰還』の策略的なタイトル）、『How The Solar System Was Won』（『2001年宇宙の旅』の策略的なタイトル）、『Planet Ice』（『タイタニック』の策略的なタイトル）、『Greenbrier』（『エルカミーノ: ブレイキング・バッド THE MOVIE』の策略的なタイトル）などがある。